# Osiedle Mickiewicza, Białystok
Osiedle Mickiewicza là một trong những quận của thành phố Białystok ở Ba Lan. Quận được đặt theo tên Adam Mickiewicz.